# مركز العودة الفلسطيني

شعار مركز العودة الفلسطيني

مركز العودة الفلسطيني هو مؤسسة فلسطينية تعنى بتفعيل قضية فلسطينيي الشتات والمطالبة بحقهم في الرجوع إلى ديارهم، وهو كمركز يشكل مصدرا إعلاميا أكاديميا يسعى إلى أن يكون رديفا للمعلومات والنشاط السياسي للقضية الفلسطينية وخصوصا مسألة العودة ويتخذ المركز لندن مقرا له.

## أهداف المركز
1 - إبراز قضية حق العودة الفلسطيني باعتبارها قضية سياسية وإنسانية.
2 - العمل على الحفاظ على هوية الشعب الفلسطيني العربية الإسلامية والحيلولة دون ذوبانه في المجتمعات التي يعيش فيها.
3- تسليط الضوء على هموم الشعب الفلسطيني في كافة أماكن تواجده.
4 - تعريف الرأي العام في أوروبا وخاصة في بريطانيا بالأبعاد الحقيقية للقضية الفلسطينية، وتسليط الضوء على الحقوق الفلسطينية الضائعة.
5- مقاومة كافة مشاريع التوطين والتهجير التي تهدف إلى تصفية قضية اللاجئين.

## موجز الفكرة
هناك قناعة مشتركة لدى قطاعات عريضة من الرأي العام الفلسطيني والعربي وحتى العالمي بأن الاتفاقات الفلسطينية - الإسرائيلية قد تجاوزت حقوقا أساسية للشعب الفلسطيني. ومن أهم هذه الحقوق حق العودة وحق تقرير المصير، وحق عودة القدس إلى السيادة العربية وحق إقامة دولة فلسطينية تتمتع بكافة عناصر وشروط الدولة ذات السيادة، هذا فضلا عن الانتهاك الصارخ لكل تلك الحقوق بالإبقاء على المستوطنات الإسرائيلية كما هي.
وتجاوز هذه الموضوعات الأساسية يقوم على أساس النظرة الصهيونية الاستعلائية والرافضة للاعتراف بهذه الحقوق، ويعتبر التنظير الصهيوني، موضوع حق عودة فلسطينيي الشتات الذين يتراوح عددهم بين أربعة ملايين إلى خمسة ملايين، بحسب التقديرات المختلفة، خطا أحمر لا يمكن أن تتجاوزه أية حكومة إسرائيلية يمينية كانت أم يسارية.
على ذلك، ولأن ملايين اللاجئين الفلسطينيين دفعوا الضريبة الأكبر والأفدح حربا منذ عام 1948 وسلما منذ اتفاق أوسلو وما تلاه، فإن قضية المطالبة بعودتهم وبحصول الشعب الفلسطيني برمته على حقه في تقرير مصيره والنضال لأجل ذلك تكتسب أهمية خاصة في الظرف الحالي.
ويهدف هذا المركز فيما يهدف إليه، إلى المساهمة في تفعيل قضية عودة فلسطينيي الشتات باعتبارها قضية سياسية أولا، وإنسانية ثانيا، وباعتبار أنها تشكل قاسما مشتركا عريضا يلتقي عليه الفلسطينيون أيا كانت توجهاتهم السياسية أو الأيديولوجية، سواء أكانوا مؤيدين لأوسلو أم معارضين لها.
ويقصد بتفعيل قضية عودتهم القيام بحملات إعلامية ودعائية، والمشاركة في حشد الرأي العام الفلسطيني والعربي والإسلامي والدولي لممارسة الضغط على الأطراف المعنية، وخاصة إسرائيل والولايات المتحدة الأمريكية، لتطبق قرارات الأمم المتحدة والشرعية الدولية الخاصة بعودة اللاجئين الفلسطينيين وحقهم في تقرير مصيرهم.

## هوية المركز
للمركز هوية فلسطينية عامة، ولا يتبع لأية جهة حزبية أو تنظيمية، مع التقدير والاعتراف بأية توجهات سياسية قد يحملها المشاركون في أنشطة المركز بصفة شخصية، وينصب جهد المركز على المساهمة في تجميع الجهود الفلسطينية والعربية لدعم موضوع عودة الفلسطينيين إلى بلادهم وحقهم في تقرير مصيرهم.

## تمويل المركز
يعتمد المركز اعتمادا كليا على تبرعات المؤمنين بالقضية التي يحملها، ويقبل التبرعات النقدية والعينية من أي كان ما لم تكن مشروطة، ويناشد المهتمين ورجال الأعمال دعم المركز ماليا والتبرع له.
يأمل المركز بأن يصبح مصدرا رديفا للمعلومات والإعلام والنشاط السياسي الخاص بالقضية الفلسطينية وخصوصا قضية العودة التي يتبناها، ويعتقد مؤسسو المركز أن قضية اللاجئين الفلسطينيين أكبر بكثير من أن تحيطها جهود مؤسسة أو تجمع أو مركز منفرد، لذا فإن طموح المركز هو المساهمة في تفعيل ودفع هذه القضية إلى الرأي العام وباتجاه تحقيق عودتهم إلى فلسطين.
وبهذا فإن المركز يتكامل ولا يتناقض مع أي جهد آخر يبذل لنفس القضية، وسوف تكون كل إمكانات المركز ومقره وجهود القائمين عليه تحت تصرف أي تنسيق مشترك مع أي جهة كانت تعمل من أجل هذه القضية الجوهرية.

## الأنشطة
يعلق المركز أهمية خاصة على العلاقات العامة والاتصالات مع الساسة وصناع القرار في بريطانيا. لذا يعمد المركز إلى القيام بحملات داخل البرلمان البريطاني واعلام النواب باهتماماتنا فيما يمس اللاجئين بشكل مباشر أو غير مباشر. ومن اجل ذلك يتعاون المركز مع المؤسسات العربية والإسلامية الموجودة في بريطانيا.
وبالإضافة إلى مهمة المركز المستمرة في التوعية لما يتعرض له اللاجئون من شدائد ومصائب وبالتالي حقهم في الحياة الكريمة في وطنهم، فانه ومنذ تأسيسه سعى المركز إلى تنظيم العشرات من المحاضرات والمؤتمرات والندوات واستضاف الكثير من المختصين والباحثين والدبلوماسيين للبحث في مسائل تتعلق باللاجئين.

## الإصدارات
يصدر المركز مجلة باللغة العربية تصدر بشكل مستقل من بيروت باسم «العودة» وتوزع على الأفراد والمؤسسات المشتركين سواء في بريطانيا أو أوروبا أو في أي مكان في العالم. وتدل الزيادة المستمرة في عدد القراء إلى تميز النشرات والتقارير والتحليلات المعمقة من قبل الكتاب والمراسلين في الأردن وسوريا ولبنان والضفة الغربية وقطاع غزة وفلسطين 48.
وهناك أيضا دراسات غير دورية عن حق العودة واللاجئين الفلسطينيين بالإضافة إلى الأوراق المقدمة من قبل باحثين في ندوات مختلفة ينظمها المركز.
وحرصا من المركز على إيصال الرسالة إلى أوسع مدى في العالم، قام المركز بإنشاء هذا الموقع على الإنترنت. حيث يحتوي الموقع على معرض صور للاجئين في مخيماتهم والمعاناة اليومية التي يواجهونها في هذه المخيمات. ويحوي الموقع أيضا أخر الأخبار المتعلقة باللاجئين وكذلك التقارير والنشاطات التي تقام لدعم قضيتهم.

## بريطانيا حان وقت الاعتذار
أطلق مركز العودة الفلسطيني في لندن خلال نوفمبر 2013، حملة «بريطانيا حان وقت الاعتذار»، وتم الإطلاق في مؤتمر أكاديمي عقد في العاصمة البريطانية، تحت عنوان «بريطانيا والإرث الاستعماري في فلسطين».
وتهدف الحملة لجمع مليون توقيع لتقديمها للحكومة البريطانية في الذكرى المئوية لوعد بلفور التي توافق عام 2017.

## وصلات خارجية
- الموقع الرسمي
- موقع تقرير غولدستون، أطلقه مركز العودة الفلسطيني